# Train nostalgique du Trient

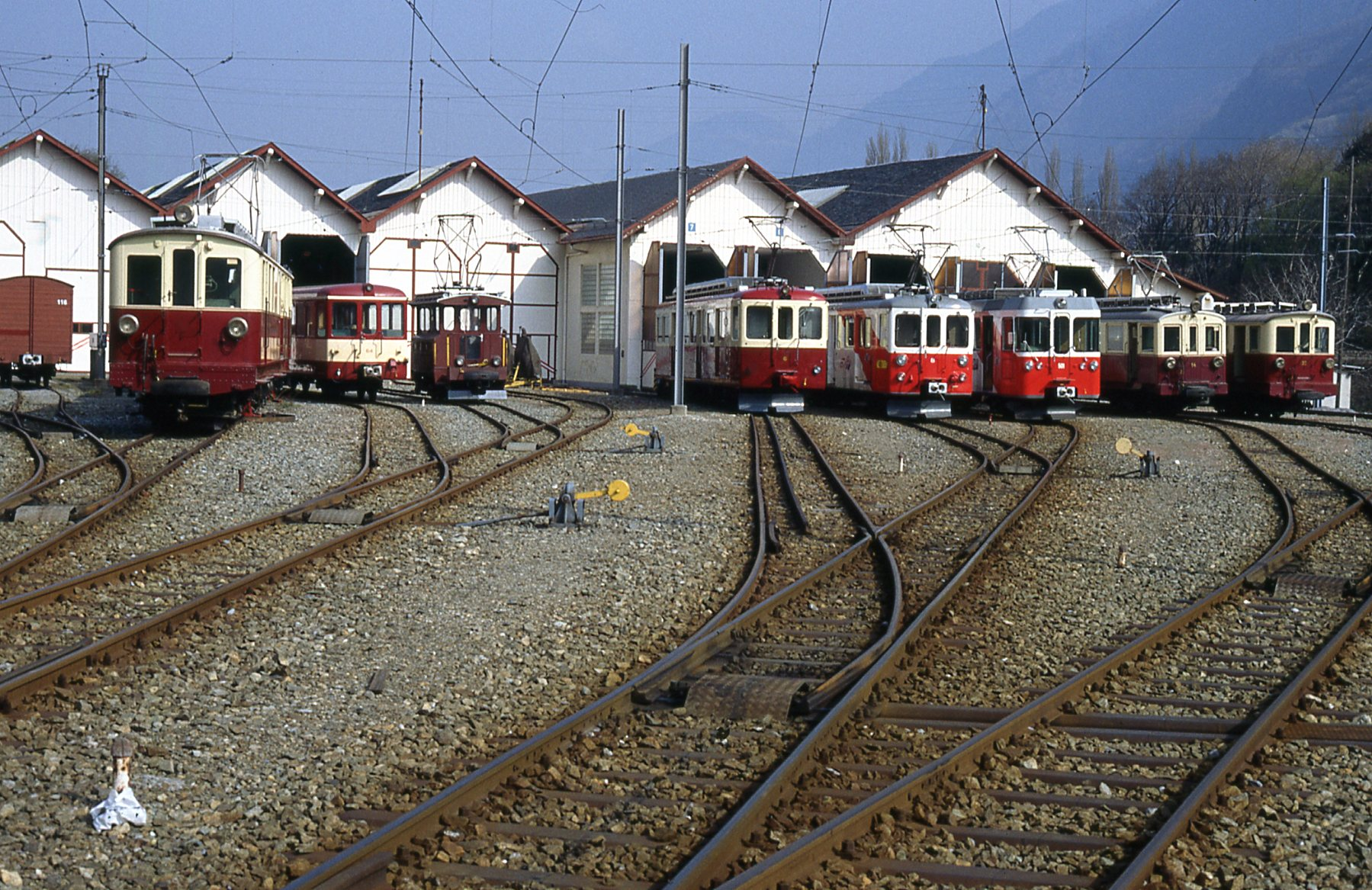
Vue du dépôt de Vernayaz avec tout le matériel du MC

Train Nostalgique du Trient est une association suisse.
Elle a été fondée en 1995 sous le nom "Les Amis du Train Historique de la Vallée du Trient" (ATVT) avec le but d'éviter la disparition du matériel de la première heure du Martigny-Châtelard et d'assurer son entretien. Entre 1996 et 1997, un dépôt comportant 2 voies de 35 mètres a été construit à Martigny pour mettre à l'abri le matériel. L'entretien des véhicules et du dépôt est assuré par des bénévoles.
L'association organise des circulations publiques et privées entre Martigny et Vernayaz ainsi que des visites de son dépôt, où sont installées des expositions sur l'historique des lignes du Martigny-Châtelard et du Martigny-Orsières. 
Actuellement, le matériel ne peut circuler qu'entre Martigny et Vernayaz tant qu'il n'a pas subi une révision mécanique et la nouvelle homologation. Une révision mécanique et électrique complète de l'automotrice BCFeh 4/4 15 est en cours et devrait être terminée pour 2015, date du 20e anniversaire de l'association du Train Nostalgique du Trient.

## Matériel roulant
| Matériel roulant | Type et numéros | Nbre | Année de construction | Constructeur(s) | Places assises        | Remarque(s)               | Photo |
| ---------------- | --------------- | ---- | --------------------- | --------------- | --------------------- | ------------------------- | ----- |
| Automotrices     | BCFeh 4/4 15    | 1    | 1909                  | SWS, SLM, MFO   | 52                    | En révision générale      |       |
| Automotrices     | ABDeh 4/4 32    | 1    | 1921                  | SWS, SLM, MFO   | 32                    | Fourgon transformé en bar |       |
| Voitures-pilotes | BFZt 74-75      | 2    | 1908-1909             | SWS, SLM, MFO   | 24 (+ 16 strapontins) |                           |       |
| Voitures-pilotes | Ct 21           | 1    | 1905                  | SWS, CIEM       | 48                    |                           |       |
| Wagons           | Kbk 166         | 1    | 1907                  | SWS             | -                     | Equipé d'une grue         |       |